# Гигатонна
Гигато́нна (русское обозначение: Гт; международное: Gt) — единица измерения массы, равная 109 (миллиарду) тонн или 1012 (триллиону) кг. Внесистемная единица, в Российской Федерации допущена к использованию наряду с единицами Международной системе единиц (СИ) без ограничения срока и области применения.
Гигатонной (точнее, гигатонной тротилового эквивалента) также называют энергию, равную 4,184⋅1018 Дж, или 1⋅1018 термохимических калорий, или 1,162⋅1012 кВт·ч. Определяется как количество энергии, выделяющееся при детонации 1 млрд тонн тринитротолуола (ТНТ, тротил). Совокупная мощность всего имеющегося на Земле ядерного оружия оценивается примерно в полторы гигатонны.